# نظام ایالات در دوره صفویه
نظام ایالات در دوره صفویه کتابی از کلاوس رهربرن با ترجمهٔ کیکاوس جهانداری است که در سال ۱۳۴۹ منتشر و برندهٔ جایزه کتاب سال سلطنتی شد.